# Кир-аббайские языки
Кир-аббайские языки — семья языков в составе восточносуданских языков (нило-сахарская макросемья). Распространены во внутренних районах Африки от Чада до Танзании. Число говорящих на кир-аббайских языках около 25 млн человек (оценка, 2005).
В последнее время классификацией этих языков занимались американские исследователи Л. Бендер (1996-97) и К. Эрет (2001). Последний и предложил название «кир-аббайские языки». Л. Бендер называет её ядерно-восточно-суданской (англ. Core East Sudanic).
К кир-аббайским языкам относят 5 ветвей.
- (восточно-)джебельская — языки ака, кело, моло и гаам в междуречье Белого и Голубого Нила (Судан; 70 тыс. говорящих);
- ветвь даджу — языки саронг, монго-сила, ньяла, вымерший бейго, лагова-ньолге, лигури и шатт, разбросанные от центрального Чада до Кордофана (378 тыс. говорящих);
- темейнская — языки ронге, дони и десе в Кордофане (20 тыс. говорящих);
- сурмийская — языки маджанг, мурле, тенет, дидинга, бале, мекан, сури-мурси и квегу, распространённые по южной границе Судана и Эфиопии (348 тыс.);
- нилотская — самая крупная ветвь как по числу языков (около 45), так и по числу носителей (23,7 млн человек) и территории распространения (юг Судана и Эфиопии, Кения, Уганда, Танзания).

Существование кир-аббайской семьи подтверждается общей инновацией местоимения ani ‘я’.
К. Эрет в состав восточносуданских языков включает также изолированный язык берта (запад Эфиопии), сближая его с джебельскими языками, и кульякскую семью (Уганда).